# Zetzscha
Zetzscha is een dorp in de Duitse gemeente Altenburg in  Thüringen. De gemeente maakt deel uit van het Landkreis Altenburger Land. Zetzscha wordt voor het eerst genoemd in 1206. Het bestond toen al uit twee kernen, Oberzetzscha en Unterzetzscha. De latere gemeente omvatte ook de kernen Rautenberg en Knau. In 1994 ging Zetzscha op in de stad Altenburg.